# Elaphropeza tiomanensis
Elaphropeza tiomanensis är en tvåvingeart som beskrevs av Igor Shamshev 2007. Elaphropeza tiomanensis ingår i släktet Elaphropeza och familjen puckeldansflugor. Inga underarter finns listade i Catalogue of Life.